# Luther Reed
Pour les articles homonymes, voir Reed.
Luther Reed (né le 14 juillet 1888 à Berlin, dans le Wisconsin et mort le 16 novembre 1961 à New York) est un scénariste et réalisateur américain.

## Filmographie partielle

### Comme scénariste
- 1919 : L'Affaire Buckley (Almost Married) de Charles Swickard
- 1921 : Get-Rich-Quick Wallingford de Frank Borzage
- 1922 : Sur les marches d'un trône (When Knighthood Was in Flower) de Robert G. Vignola
- 1922 : Régina (Beauty's Worth) de Robert G. Vignola
- 1923 : Patricia (Little Old New York) de Sidney Olcott
- 1924 : Yolanda de Robert G. Vignola
- 1925 : L'Intrépide amoureux (The Shock Punch) de Paul Sloane
- 1925 : Rivales (Lovers in Quarantine) de Frank Tuttle
- 1933 : Les Gaietés du collège (The Sweetheart of Sigma Chi) d'Edwin L. Marin

### Comme réalisateur
- 1926 : Pour une femme (The Ace of Cads)
- 1927 : Le Prince aux gondoles (Honeymoon Hate)
- 1927 : Maitre Randall et son mari (The World at Her Feet)
- 1927 : Un homme en habit (Evening Clothes)
- 1929 : Rio Rita
- 1930 : Dixiana